# 客家大戲

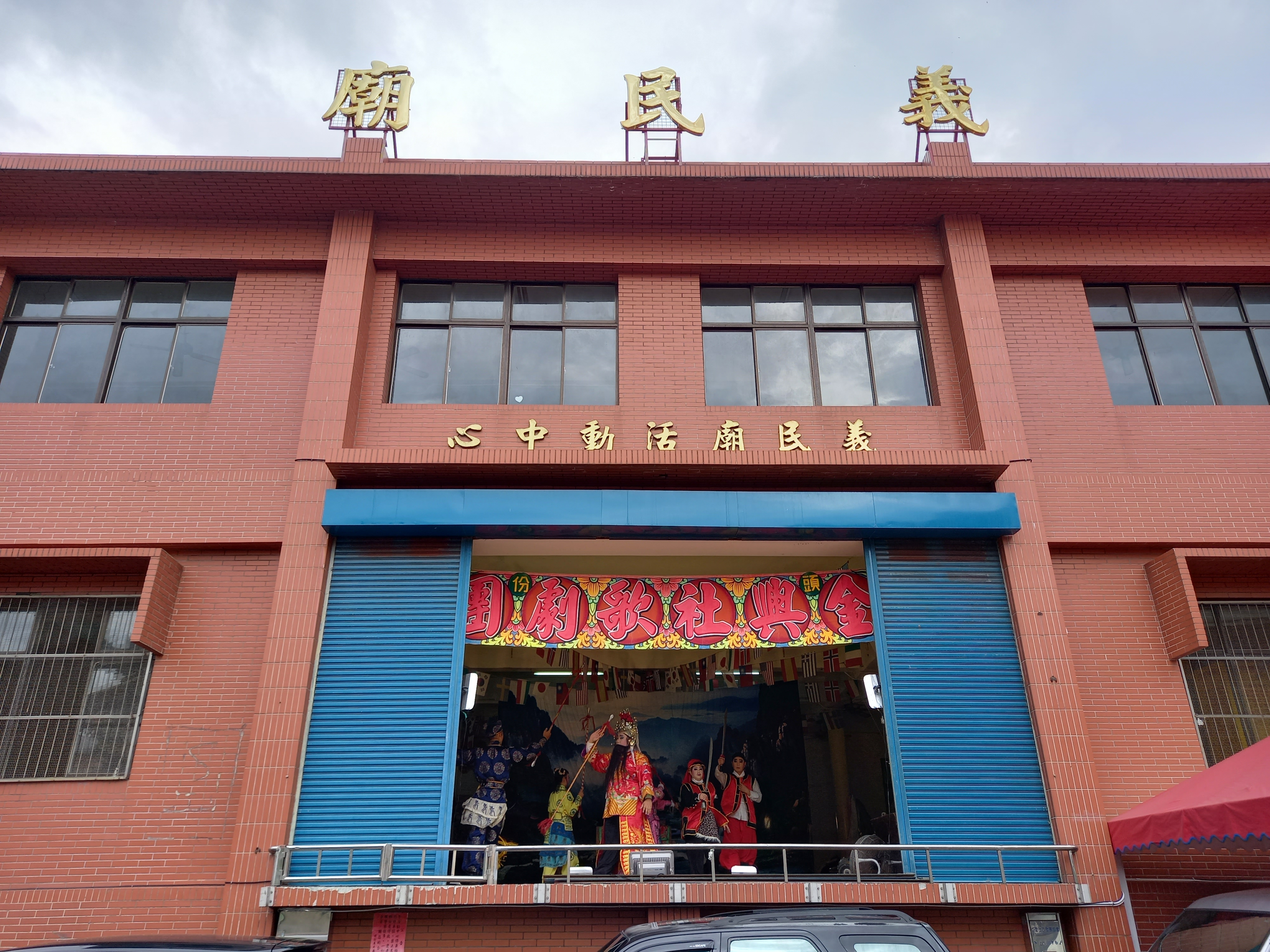
義民廟、中元節祭典是客家大戲經常上演的地點與時機

客家大戲（客家語拼音方案四縣腔：hagˋ gaˊ tai hi ；客家語拼音方案海陸腔：hag gaˋ tai+ hiˇ ），又稱「改良採茶戲」或「採茶大戲」，改良自中國大陸傳入的「客家三腳採茶戲」，在臺灣後受不同劇種與歷史脈絡發展成為大戲形式，為臺灣特有的戲曲劇種。
客家大戲隨著歷史有著不同的演出形態，如落地掃、內台戲、野台戲（外台戲），及轉型後的文化場演出，隨著傳播媒介興起，客家大戲先後進入電台、電視與劇場演出，因地制宜發展出多樣的表演形態。
客家大戲的演出是以「臺灣客話四縣腔」來發音，唱腔曲調以採茶戲原有的〈平板〉、〈山歌子〉等曲調為基礎，吸收其他劇種的唱腔曲調，發展成特有的音樂形態。

## 歷史沿革

### 三腳採茶戲
客家大戲是在客家三腳採茶戲的基礎上發展。客家三腳茶戲於清代隨客家移民傳入臺灣，據研究臺灣最早的三腳採茶戲藝人應是何阿文，依據何阿文後代所提供的戶籍資料及其活躍年代可推知，最遲在清朝光緒年間，三腳採茶戲已在臺灣出現，逐漸在客家聚落流行，在清末時達到鼎盛。
三腳採茶戲的編制多為二人到三人不等，演員須扮演旦、丑，劇目以文戲為主，表演以唱唸居多，少有身段，演出中團員演出外，也須兼任文武場樂手，被稱為「三腳戲」、「三腳採茶」、「三腳採茶戲」，演出組合也常以「三腳班」稱之。
三腳採茶戲演出因地制宜，形式簡單，表演方式不搭舞台，採即席演出。早期演出多於農暇時，演員為業餘演出，多數會依附於廟會活動，以「落地掃」形式進行表演，或是跟著陣頭邊走邊演。
三腳採茶戲演出劇目以「張三郎賣茶」系列最具代表性，包含：《上山採茶》、《勸郎賣茶》、《送郎梆傘尾》、《糶酒》、《問卜》、《桃花過渡》、《勸郎怪姐》、《茶郎回家》、《盤茶、盤堵》、《十送金釵》等十齣。
三腳採茶戲於2012年由新竹縣政府依文化資產保存法登錄為戲曲類無形文化資產，保存者為霓雲社客家三腳採茶戲團。

### 日治時期
日治初期，三腳採茶戲受到臺灣商業劇場興起，與中國大陸戲班來台演出的影響，吸收來自其他劇種，如亂彈戲、四平戲、京劇的表演內容，嘗試模仿其他劇種形式改造三腳採茶戲，逐步發展成演出人數眾多，講究舞台演出的大戲形式，進入商業劇場進行售票演出
日治後期，因政府提倡皇民化運動，在1942年於皇民奉公會設立「臺灣演劇協會」，將臺灣劇團納人管理，臺灣傳統戲曲演出受到極大的限制，許多演員紛紛轉行，有些劇團為求生存改以「皇民化劇」、「新劇」、「改良劇」形式演出，雖配合政府規定演出，私底下躲避日本警察查緝，仍演出傳統劇目，但有許多劇團因皇民化政策解散。

### 戰後時期
1945年後，客家戲班重新復蘇，重新進入內台演出，據研究當時活躍於內台的戲班約有數十班，戲班為培訓演員，雇佣亂彈戲、四平戲、京劇的演員進入戲班，教授新進演員身段與演出方式，其中京劇演員占大多數，因此吸收京劇演出特色，再加上揉合各劇種的相互觀摩、新興的電光娛樂效果，成就變化、彈性與包容性極強的客家大戲。
演出盛況直到1960年代左右，電影娛樂進入戲院，逐漸取代戲院內的戲劇演出。從劇院撤出的演員轉往外台戲、廣播電臺或賣藥團發展，但亂彈戲、四平戲的生存空間，受到往外台發展的客家戲班擠壓生存空間，原有在廟會酬神演出的機會，逐漸被客家大戲民間職業劇班所取代。
1980年代起，政府針對無形文化資產進行調查研究，並補助民間戲班進行人才培育，舉辦文化公演活動，如「臺北藝術季—客家民俗藝術之夜」邀請三腳採茶戲於國父紀念館演出。於1987年鄭榮興召集客家大戲班「德泰戲劇團」演員班底、陳家八音班的樂師陣容，以「鄭榮興劇團」之名演出《王淮義買阿爸》，同場活動亦有「小月娥歌劇團」參演，此後客家大戲亦多次參與文化活動演出。
2021年臺灣戲曲專科學校（現國立臺灣戲曲學院）設立客家戲科，以正規教育的體制培訓客家戲演員，並於2003年客家電視臺開播後，策劃客家大戲節目，吸引戲班投入演出。

## 表演型態

### 內台客家戲
為了吸引更多觀眾，三腳採茶戲在進入內台後，發展出「相褒戲」的小戲型態，由於相褒戲源自採茶時男女的山歌唱答類似車鼓小戲，所以又被稱為「挽茶車鼓」。在完全商業導向的內台時期，採茶戲、歌仔戲、亂彈戲、四平戲、京戲什麼劇種都演，稱為「胡摻鬥」。

### 外台客家戲
1950年代，由於各地戲院播放電影的比例逐漸提高以及電視的出現，於戲院演出內台戲的客家大戲劇團失去活動空間，客家戲藝人逐漸轉往以廟會酬神戲為主的外台發展，並學習扮仙戲，以應付民間廟會需求。

### 廣播客家戲
1960年代，有一批客家採茶大戲藝人轉入電台，跟幾個以客家語群為主要消費地區的藥廠與電台合作，或自行組織表演人員，製作採茶大戲廣播節目。同時為促銷藥品，藥廠商人除在廣播節目空檔之中插播廣告，也讓所有的表演成員到各處演出兼促銷藥品。此種賣藥手段透過廣播事先向聽眾宣傳當晚的演出地點，而為了鼓勵表演者，藥商在賣藥活動中，除了提供演戲酬勞外，當晚所賣出的藥品，表演者還可抽成，幾位知名的客家採茶戲藝人都曾先後投入賣藥行列。

### 電視客家戲
客家採茶大戲於1970年進入電視，由「金龍歌劇團」投資「台視」製作歷史故事的客家戲曲節目《龍虎競孝》，由臨時組織的「合眾電視劇團」演出，黃天敏任戲劇指導，「大中華歌劇團」老闆何禮輝擔任編劇，演員有黃秀滿（小生余文龍）、劉雪惠（江丞相千金）、徐玉妹（苦旦）、謝鳳梅（副小生）等人參與演出。 於1972 年，中視推出一檔四集的採茶戲節目《惡無善終》，由新竹湖口人張庭訓領導的「中原電視歌劇團」演出，該戲根據白圭志小說改編。張庭訓召集「小美園」的演員班底，以及戲班樂師、民謠伴奏樂師組成的演出團隊。原本預計如電視歌仔戲一般，分段錄製戲齣，以一場戲八百元的酬勞邀集藝人參與，後來錄了幾集後，因故未能播出，採茶戲在 1970 年代進入電視台之路即告結束。
客家戲再次以電視節目型態出現，要到2003年客家電視台正式開播後，當年度即製作「客家傳統戲曲」節目，此後每年約有兩檔新戲，每檔期由數個戲班輪流演出，每日播放半小時，五日播完一齣戲，每齣戲的長度約二個半小時，相當於一本外台戲的長度。新戲全數播完之後，再將舊戲重播一次，隔年再錄製新戲。播放時間大致分為兩個時段：下午六點半至七點，以及八點檔兩個時段。

### 劇場客家戲
1980年代，本土意識逐漸抬頭，民間及政府紛紛開始重視維護傳承傳統戲曲，客家採茶大戲慢慢復甦，為開拓表演市場讓更多觀眾接受客家戲曲，從野台進入劇院、文化場，演出形式也開始進行調整。在舞台表演部分，吸收西方劇場的觀念，在音樂上增添豐富性，在整個表演結構上建立編、導、演的制度，使得客家採茶大戲能夠在大型劇場演出，延伸表演領域。

### 文化場客家戲
隨著政府文教單位對傳統藝術的重視，或是民間廟宇的文化轉型，外台戲的演出逐漸出現由「宗教」活動轉變為「藝文」性質的「公演場」、「文化場」外台客家戲，具有文化推廣的功能。這類演出在戲台尺寸的規模、燈光音響的配置、布景道具的陳設以及字幕投影等硬體設備，相較於原生態的廟會演出都更為寬廣齊全，演出規模與品質也相對盛大講究。製作流程則比照「現代劇場客家戲」，有編導演、文武場及舞美等專業編制與技術分工。此類「文化場」、「公演場」的外台客家戲演出，呈現廟會外台與室內劇場的雙重特質，以傳承傳統戲劇的使命及互動開放的觀演空間為號召，往往吸引眾多民眾觀賞。

## 表演特徵

### 音樂曲調
客家採茶大戲音樂曲調，可分為「客家系統」與「非客家系統」兩類，演出中以「客家系統」的〈平板〉（採茶調）為主要曲調，〈山歌子〉為次要曲調，其餘的「九腔十八調」則為點綴性的唱腔曲調。

#### 客家系統曲調
屬於客家系統的曲調有〈平板〉、〈山歌子〉、〈老山歌〉、〈小調〉及〈什唸仔〉等，其中〈平板〉是最重要且最頻繁使用的曲調，除了〈小調〉外，一般曲調可依劇情需要即興唱詞，演出中〈平板〉與〈山歌子〉會根據角色情緒變化做變化，使一個固定的曲調能唱出不同的情緒，演出的曲調種類如下：
1. 〈平板〉：為客家採茶大戲運用最普遍的曲調，任何角色行當皆可使用，最頻繁使用此曲調的角色為苦旦。[14]
2. 〈老山歌〉：多是丑角或非主角的角色使用，〈老山歌〉曲調旋律節奏自由，能夠表現輕鬆自在的情緒與氣氛[14]
3. 〈山歌子〉：多是丑角、旦角角色，如員外、老婆子、少女等角色使用。其曲調為三音編制，旋律特色跳躍，經常在歡愉、快樂、喜悅的心情與氣氛下使用[14]。
4. 〈小調〉：多用於丑角角色，有固定的歌詞旋律，據研究，客家小調約有二、三十首，每首曲子各有不同韻味與主題。[14]
5. 〈什唸仔〉：唱腔介於說、唱之間，常用於「公堂戲」上，歌詞以奉勸世人行善盡孝或敘述人生道理為主，又稱「勸世文」。

#### 非客家系統曲調
非客家系統的曲調，來自於亂彈戲、四平戲、京劇和歌仔戲等劇種，據研究原因有三種：客家採茶大戲演員部份來自於亂彈班、四平班或京劇班，保留原有習得曲調與唱腔；在採茶戲轉變為大戲時，亂彈戲、四平戲與京戲的演出劇目取材，演出中保留原劇目的曲調與唱腔；在客家採茶大戲興起前，原有流行的劇種為亂彈戲與四平戲，深受歡眾的喜愛，繼而延用續唱。以下略述外來劇種之唱腔種類。
1. 亂彈戲：亂彈曲調分為「福路」與「西皮」兩派，客家採茶大戲只吸收福路系統的曲調，較常用的有〈平板〉、〈二煥〉（也稱〈流水〉）、〈緊中慢〉、〈慢中緊〉、〈緊板〉、〈四空門〉等。[14]
2. 四平戲：四平戲與客家人關係十分密切，藝人多稱其為「本地的」，或因其曲調唱腔系統稱為「西路」，運用的曲調有〈原板〉、〈快板〉、〈慢板〉等。[14]
3. 京劇：藝人多稱其為「外江」或「西路」，常運用的曲調有〈西皮原板〉、〈二六〉、〈刀子〉等。[14]
4. 歌仔戲：因大戲有機會到閩南村莊演出，所演出劇種多為歌仔戲，加上電視歌仔戲流行的影響，演員也運用歌仔戲曲調演唱，常用的曲調有〈七字調〉、〈都馬調〉、〈緊疊仔〉、〈更鼓反〉、〈文明調〉、〈留書調〉等。[14]

客家採茶大戲的演出曲調，仍是〈平板〉、〈山歌子〉為主體，只有在外台演出的「日戲」使用較多亂彈、四平、京劇以及歌仔曲調，演出中會考量劇中人物與劇情使用非客家系統曲調，如飾演歷史人物或是發瘋、情緒不穩的角色行當，或表現激昂憤怒的情境。

### 樂器
客家採茶大戲樂器分為「文場」和「武場」，文場樂器以胖胡（大椰胡）和二絃（殼仔弦）為主，胖胡不僅是客家戲曲的重要樂器，也是客家八音的伴奏樂器；二絃在其他樂種稱為「小椰胡」，屬高音拉絃樂器，此樂器也常在客家八音內擔任重要的伴奏樂器；武場樂器有通鼓（堂鼓）、鑇仔（小鐃、小鈸）、小鑼（碗鑼）、大鑼（本地鑼）、夾塞（竹板）與敲仔（梆子）。小鑼（碗鑼）是客家戲曲與八音樂隊中不可缺少的樂器。
現今客家戲曲文場樂器還加入許多傳統樂器，如三弦、阮咸、秦琴等彈撥樂器以及笛、笙等吹管樂器。在外台（野台）演出時（尤其是酬神戲），文場多用電子琴來伴奏，部分劇團會搭配嗩吶伴奏。

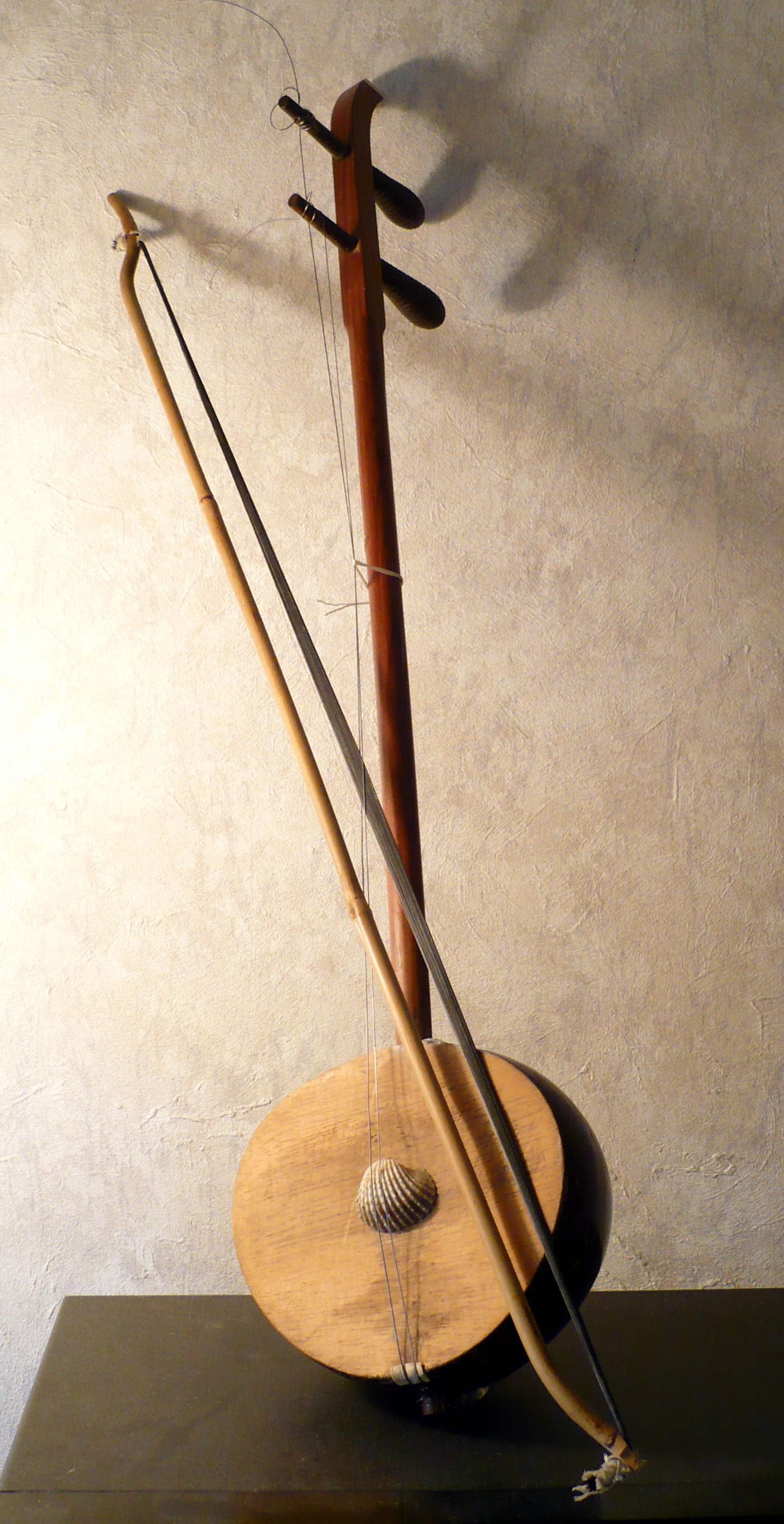
胖胡（大椰胡）
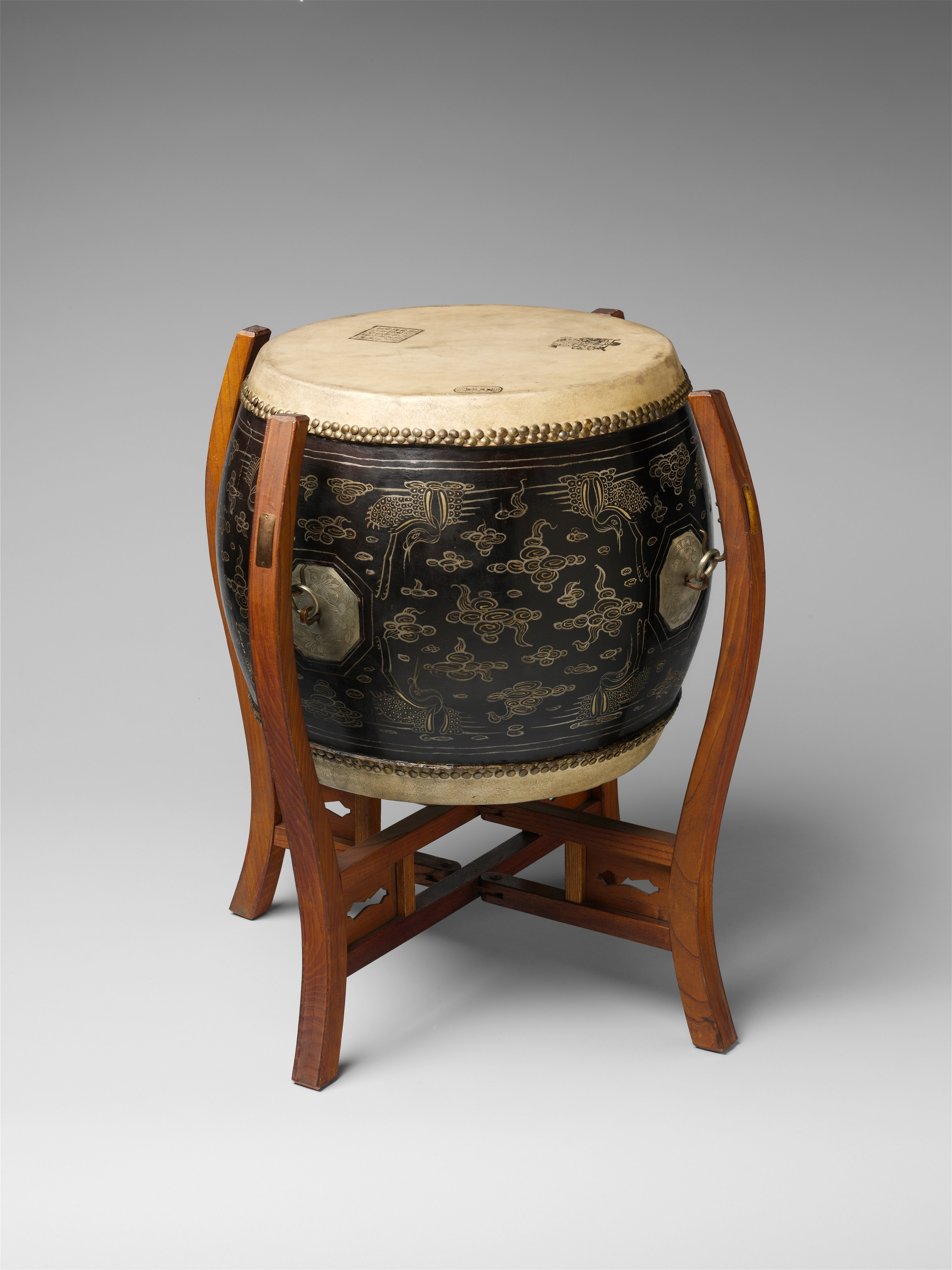
堂鼓
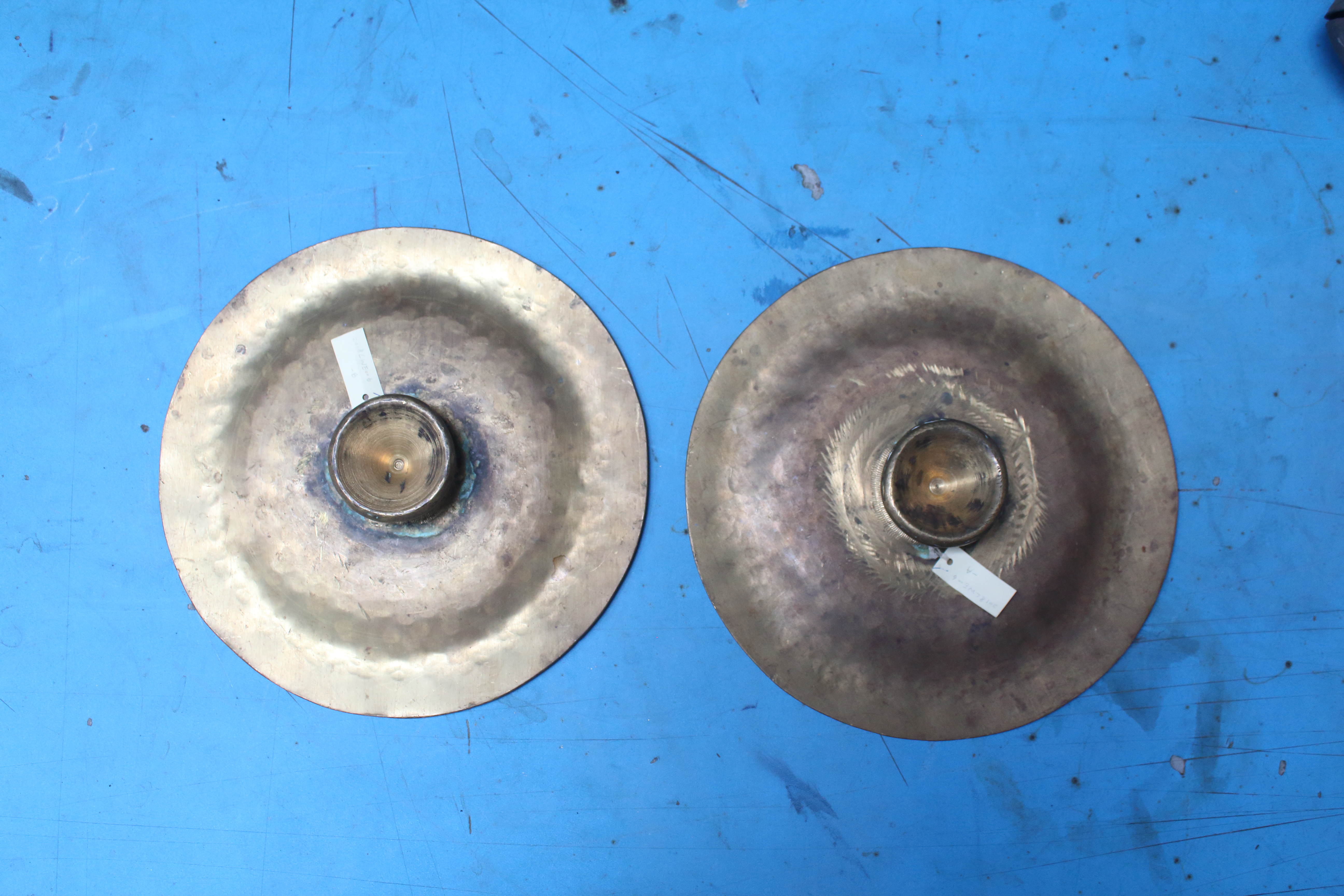
鐃鈸
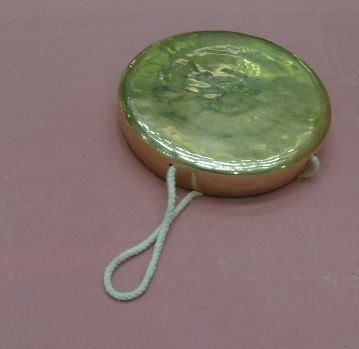
小鑼
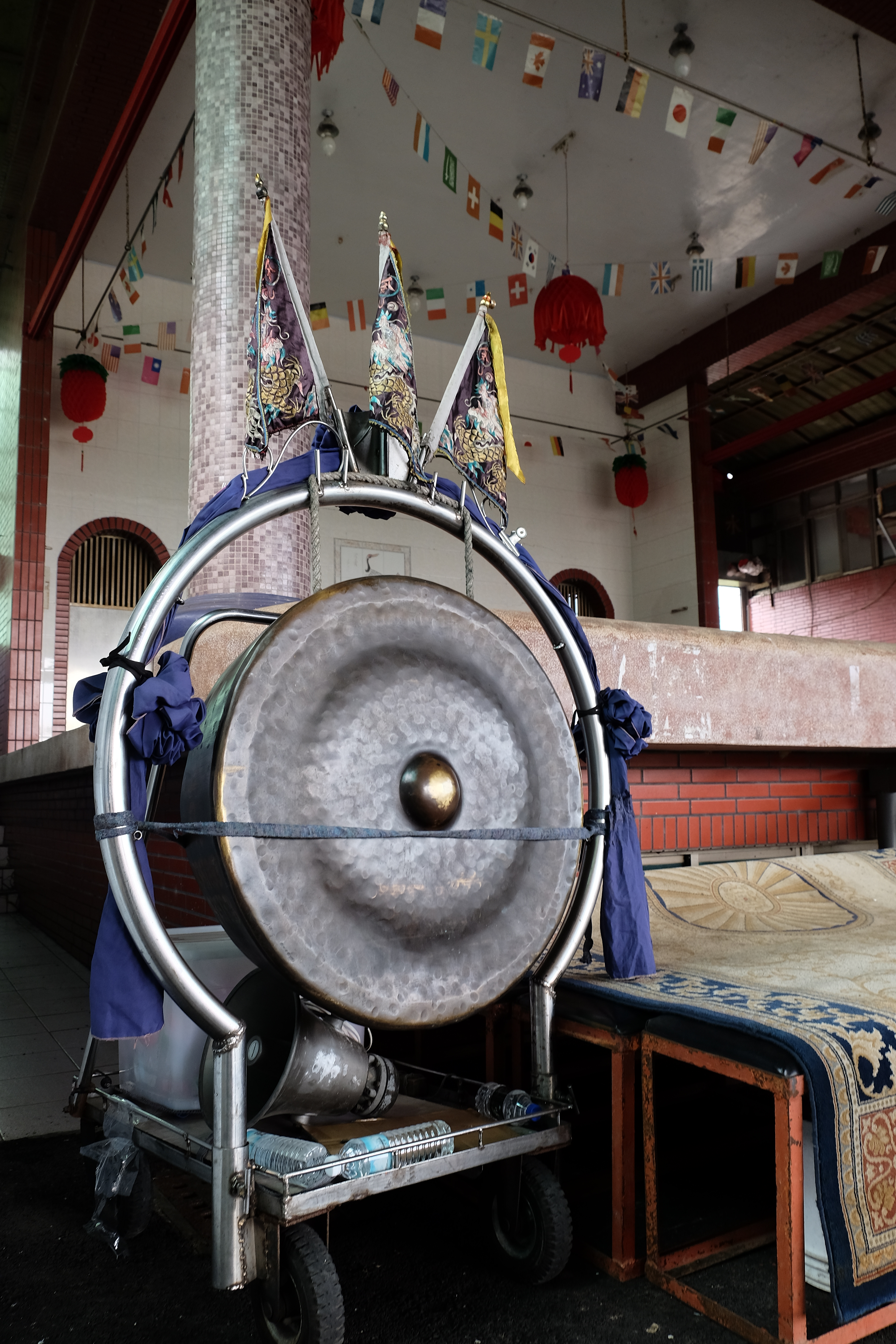
大鑼
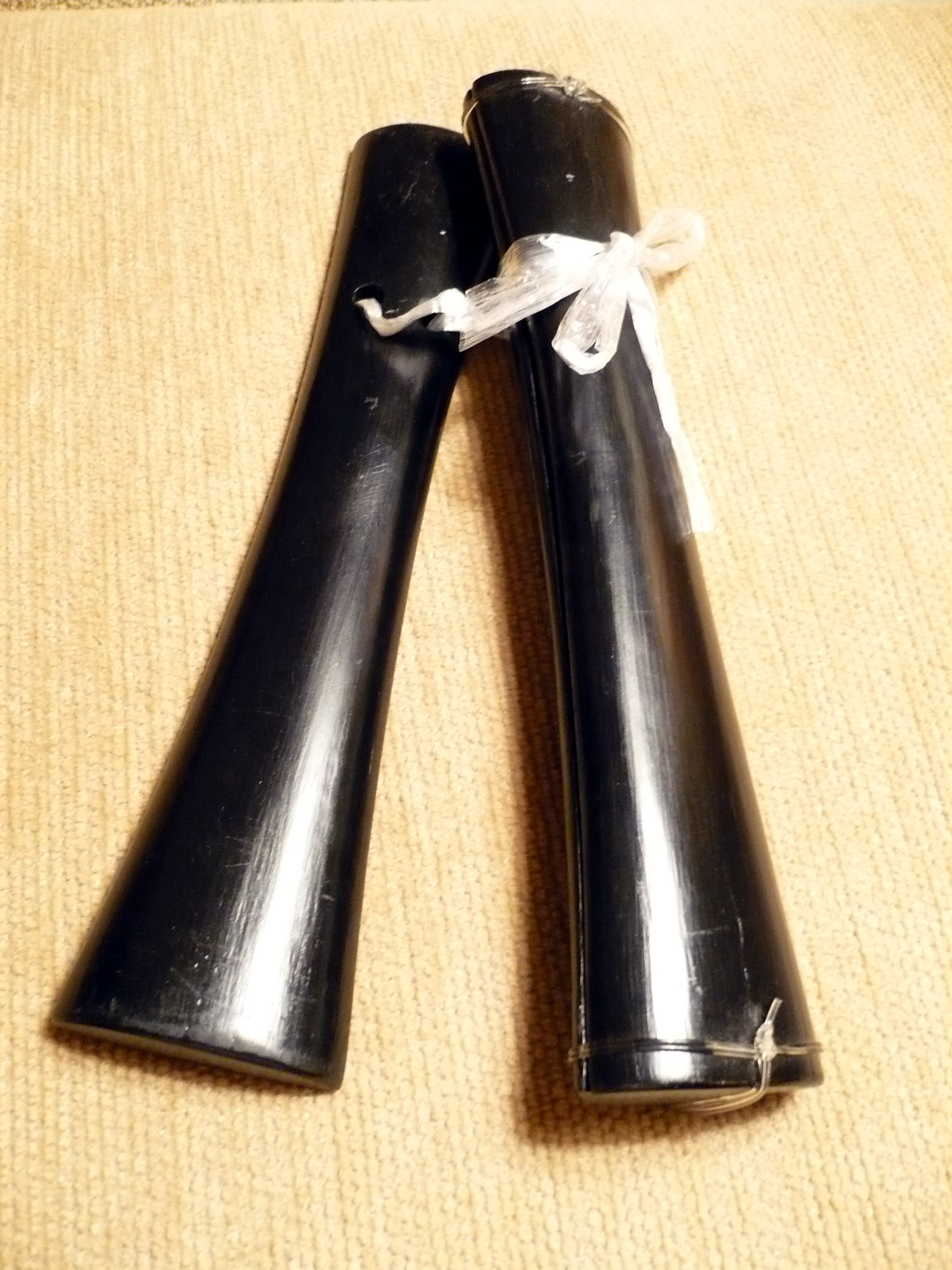
夾塞（竹板）
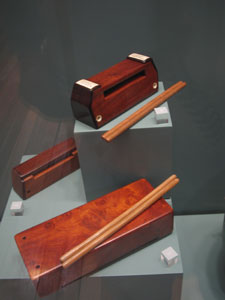
敲仔（梆子）
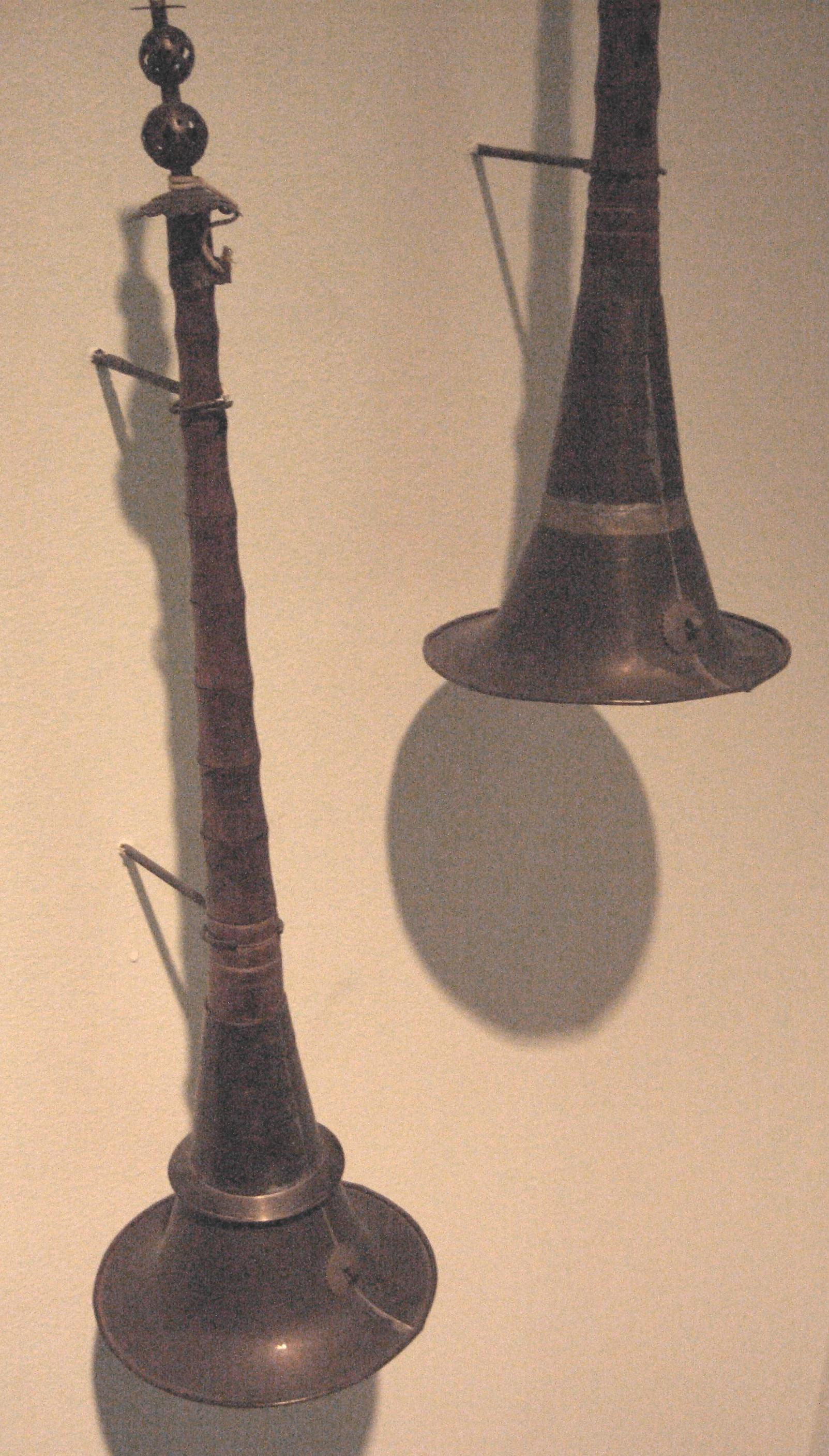
嗩吶
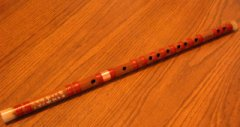
笛子

### 角色行當
客家採茶大戲的行當劃分與其他中國傳統戲劇大體相同，有生、旦、丑、淨。其中「丑行」在客家戲曲中的地位非常重要，是客家戲曲各行當中最能發揮客家的口語特色的角色。民間戲班對於丑角的分行也與其他劇種有所不同，有精丑、憨丑、文明丑、武丑、顛丑、老時丑等，是劇中的靈魂人物，劇情發展都維繫在丑角身上；而由女性扮演的「三八仔」一角，如同丑角作用，主要在劇中演唱客家小調。